# Калангала (округ)
Калангала — округ в Центральной области Уганды. По состоянию на 2010 год в округе проживает 54 100 человек. Площадь территории составляет 9068,3 км². Территория округа располагается на островах Сесе в озере Виктория. На севере граничит с округом Мпиги. Основа экономики округа — сельское хозяйство, рыбалка и туризм. В год выпадает от 1125 до 2250 миллиметров осадков.
Административный центр — Калангала.